# Adeldorf (Gemeinde Pyhra)
Adeldorf ist eine Ortschaft und eine Katastralgemeinde der Gemeinde Pyhra im Bezirk St. Pölten-Land in Niederösterreich. Die Ortschaft hat 30 Einwohner (Stand 1. Jänner 2024).

## Geografie
Der Weiler liegt nördlich von Pyhra auf eine Anhöhe. Im Ort zweigt eine Straße nach Obergrub ab. Am 1. April 2020 umfasste die Ortschaft 13 Adressen.

## Siedlungsentwicklung
Zum Jahreswechsel 1979/1980 befanden sich in der Katastralgemeinde Adeldorf insgesamt 16 Bauflächen mit 9.236 m² und 22 Gärten auf 51.180 m², 1989/1990 gab es 8 Bauflächen. 1999/2000 war die Zahl der Bauflächen auf 15 angewachsen und 2009/2010 bestanden 13 Gebäude auf 31 Bauflächen.

## Geschichte
Im Jahr 1822 war der Ort als ein Dorf mit 8 Häusern verzeichnet, das nach Pyhra eingepfarrt war; auch die Kinder wurden in Pyhra eingeschult. Die Ortsobrigkeit besaß die Herrschaft St. Pölten; Der Herrschaft Wald oblag die Landgerichtsbarkeit, die Konskription und sie hatte auch die Grundherrschaft inne. Laut Adressbuch von Österreich waren im Jahr 1938 in Adeldorf einige Landwirte mit Direktvertrieb ansässig.

## Bodennutzung
Die Katastralgemeinde ist landwirtschaftlich geprägt. 73 Hektar wurden zum Jahreswechsel 1979/1980 landwirtschaftlich genutzt und 26 Hektar waren forstwirtschaftlich geführte Waldflächen. 1999/2000 wurde auf 77 Hektar Landwirtschaft betrieben und 27 Hektar waren als forstwirtschaftlich genutzte Flächen ausgewiesen. Ende 2018 waren 74 Hektar als landwirtschaftliche Flächen genutzt und Forstwirtschaft wurde auf 26 Hektar betrieben. Die durchschnittliche Bodenklimazahl von Adeldorf beträgt 45,8 (Stand 2010).